# エルミン・ビチャクチッチ
エルミン・ビチャクチッチ（Ermin Bičakčić 、1990年1月24日 - ）は、ユーゴスラビア・ズヴォルニク出身のサッカー選手。ボスニア・ヘルツェゴビナ代表。ポジションは、ディフェンダー。

## 経歴

### クラブ
いくつかのユースチームを経て、2010年10月にVfBシュトゥットガルトでプロデビュー。12月1日のUEFAヨーロッパリーグ・BSCヤング・ボーイズ戦で国際大会初出場。12月19日のFCバイエルン・ミュンヘン戦でブンデスリーガ初出場。
2012年1月8日、アイントラハト・ブラウンシュヴァイクに移籍。
2014年5月20日、ブラウンシュヴァイクが2ブンデスリーガに降格したため、TSG1899ホッフェンハイムに移籍。

### 代表
2008年5月16日にドイツ国籍を取得、5月22日に行われたU18ドイツ代表対U19トルコ代表の試合に出場した。
21歳の誕生日の後、ドイツの法律に従いボスニア・ヘルツェゴビナ国籍を放棄した。2013年6月、ボスニア・ヘルツェゴビナ国籍を再取得し、現在はドイツとの2重国籍である。7月、ボスニア・ヘルツェゴヴィナのA代表に初めて招集され、8月14日に開催されたサッカーアメリカ代表との親善試合でデビューを飾った。9月10日の2014 FIFAワールドカップ・ヨーロッパ予選・スロバキア戦で初ゴール。
2014 FIFAワールドカップではグルーリーグ初戦のアルゼンチン戦に出場した。その後しばらく代表から遠ざかったが、9月9日のUEFA EURO 2016予選・アンドラ戦でスタメンに復帰、先制点も挙げ3-0の快勝に貢献した。

## 代表歴

### 出場大会
- ボスニア・ヘルツェゴビナ代表
  - 2014 FIFAワールドカップ

### 試合数
- 国際Aマッチ 41試合 3得点（2013年-）[15]

| ボスニア・ヘルツェゴビナ代表 | 国際Aマッチ | 国際Aマッチ |
| 年                           | 出場        | 得点        |
| ---------------------------- | ----------- | ----------- |
| 2013                         | 6           | 1           |
| 2014                         | 4           | 0           |
| 2015                         | 4           | 1           |
| 2016                         | 3           | 0           |
| 2017                         | 3           | 1           |
| 2018                         | 5           | 0           |
| 2019                         | 9           | 0           |
| 2020                         | 1           | 0           |
| 2021                         | 0           | 0           |
| 2022                         | 0           | 0           |
| 2023                         | 0           | 0           |
| 2024                         | 6           | 0           |
| 通算                         | 41          | 3           |

### 得点
| #  | 開催日        | 開催地   | 対戦国       | スコア | 結果 | 試合概要                    |
| -- | ------------- | -------- | ------------ | ------ | ---- | --------------------------- |
| 1. | 2013年9月10日 | ジリナ   | スロバキア   | 1–1    | 2–1  | 2014 FIFAワールドカップ予選 |
| 2. | 2015年9月6日  | ゼニツァ | アンドラ     | 1–0    | 3–0  | UEFA EURO 2016予選          |
| 3. | 2017年3月25日 | ゼニツァ | ジブラルタル | 5–0    | 5–0  | 2018 FIFAワールドカップ予選 |